# Anton Gregoritsch
Anton Gregoritsch, meist Toni Gregoritsch genannt, (* 29. November 1868 in Ferlach, Kärnten; † 5. April 1923 in München, Bayern) war ein österreichischer Maler und Bildhauer.

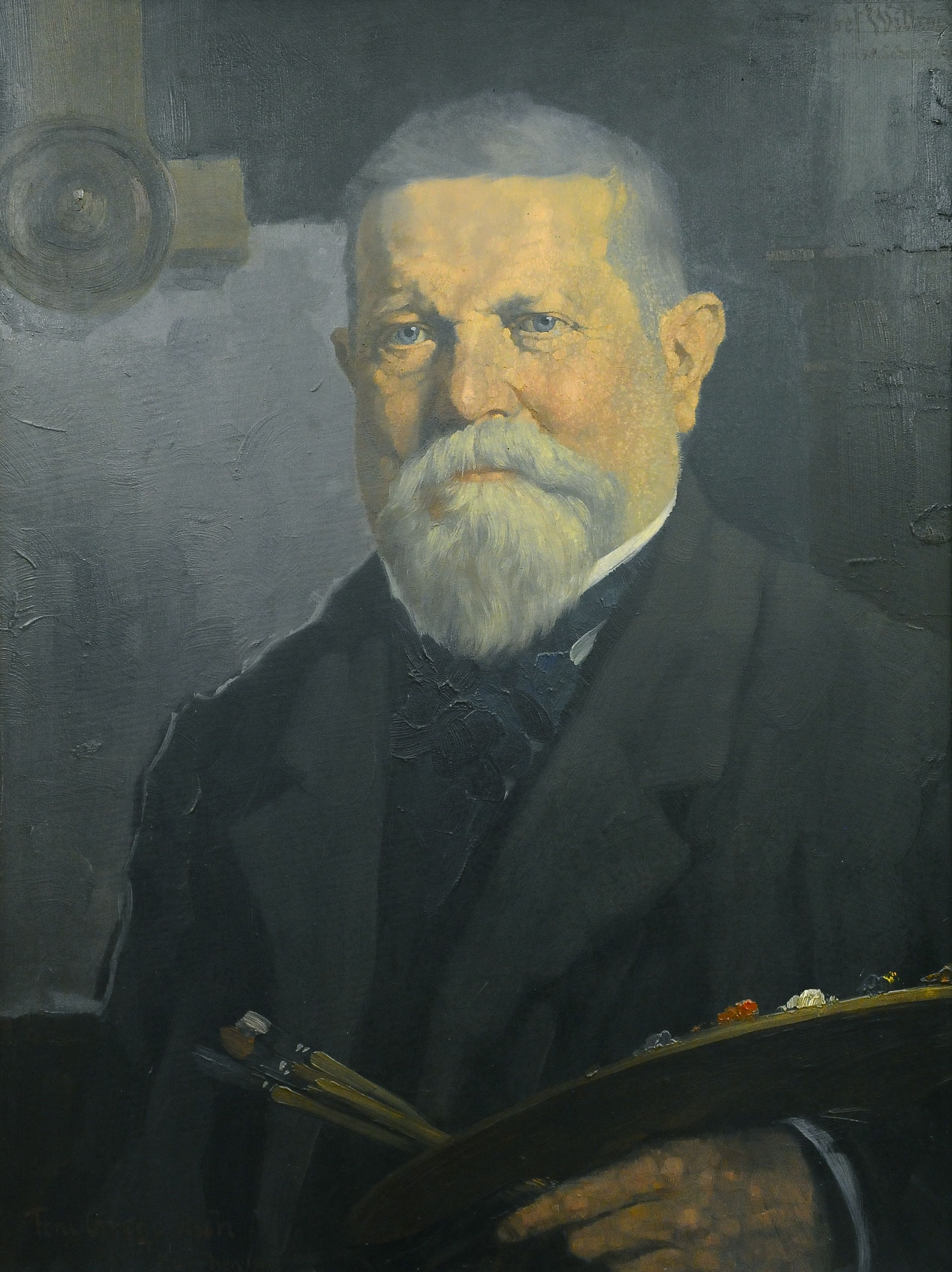
Ölbildnis des Malers Josef Willroider (um 1900), Villacher Stadtmuseum

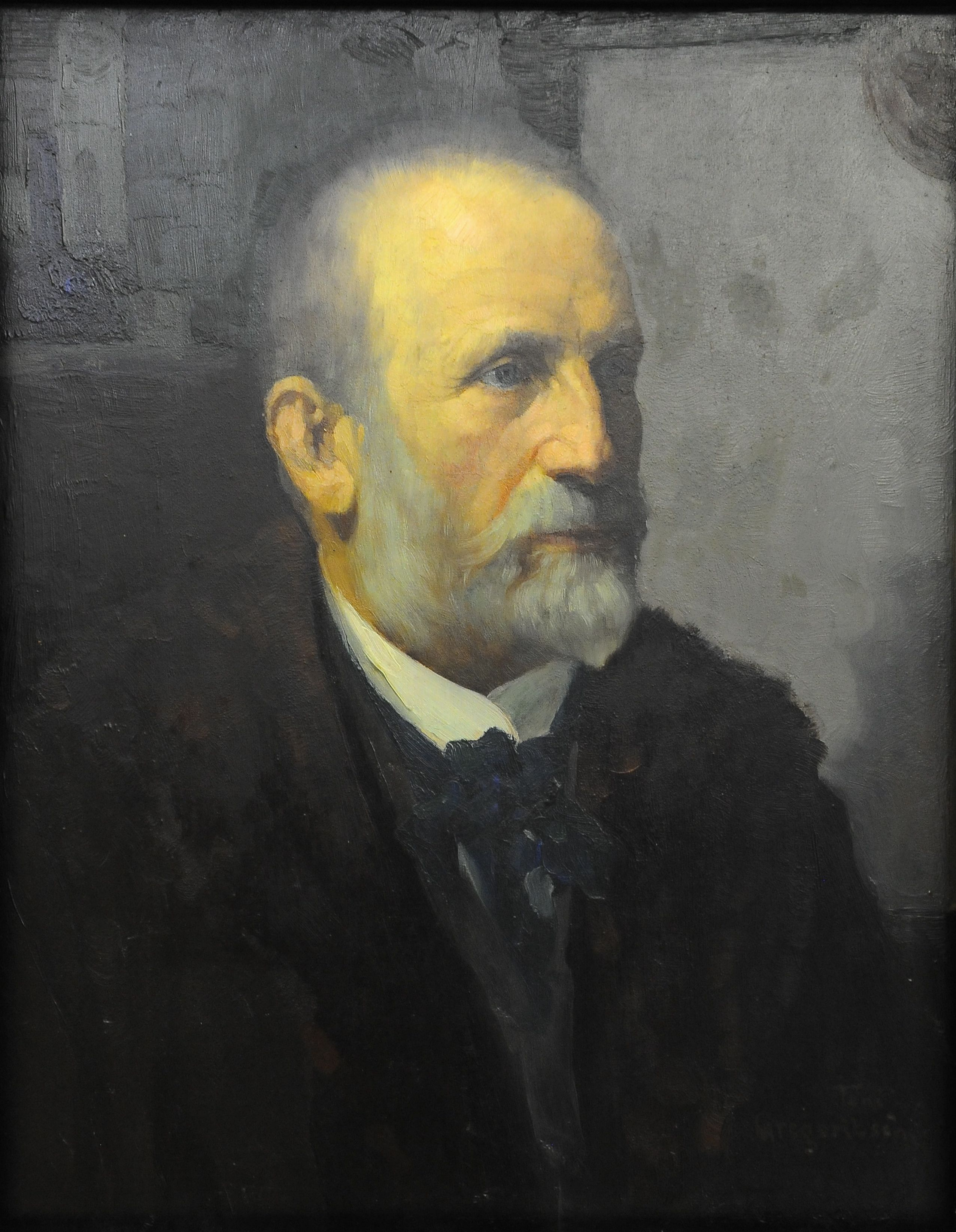
Ölbildnis des Malers Ludwig Willroider (um 1900), Villacher Stadtmuseum

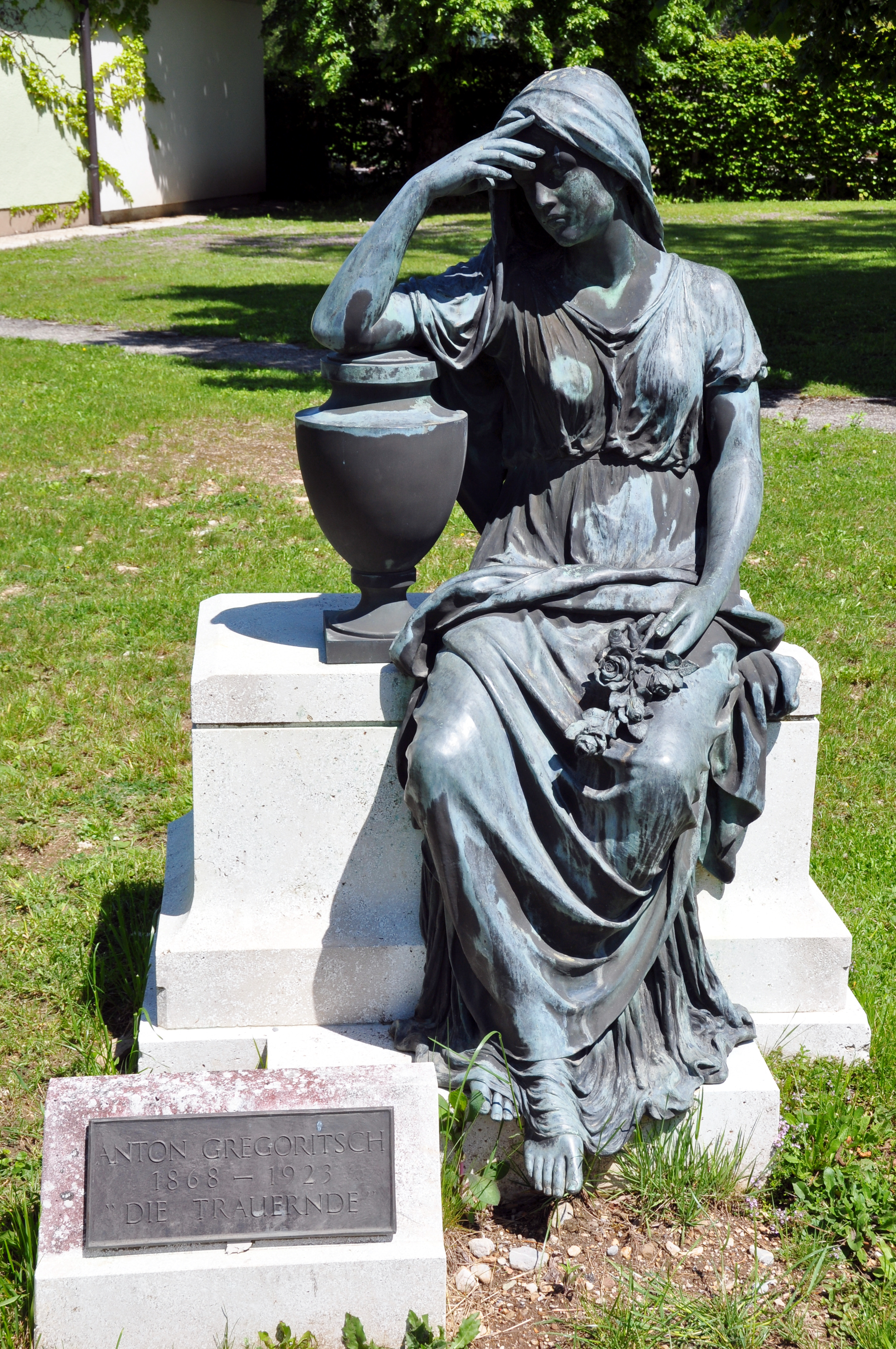
Bronzeskulptur „Die Trauernde“, Ferlacher Parkfriedhof

## Leben
Seine Eltern lebten in Ferlach. Der Vater war Verwalter der Waffenfabrik Umfahrer und hatte sich 1867 als Handelsmann und Postmeister im Ort selbständig gemacht. Den Berufswechsel hatte die Heirat mit der Postmeisterstochter Franziska Floriantschitz ermöglicht. Am 29. November 1868 wurde dem Ehepaar der Stammhalter Anton geboren. Nach dem Besuch der Realschule in Klagenfurt kam der junge Ferlacher 1885 auf die Militärakademie in Wiener Neustadt, wo er dann einer der Besten seines Jahrgangs war. Ab 1893 war der „heiter-frohe“ und „bildschöne“ Offizier an der Infanteriekadettenschule in Liebenau „ständiger Lehrer für Freihandzeichnen, Schönschreiben, Militäradministration und Militärgeschäftsstil“.
Das Jahr 1895 brachte die entscheidende Wende in seinem Leben: Gregoritsch stand im 27. Lebensjahr, als er am 17. September die vermögende Rosina von Baechlé ehelichte. Sie hatte sich von ihrem ersten Mann, einem Banus von Kroatien scheiden lassen und lebte in München. Gregoritsch nahm als Offizier seinen Abschied und zog zu seiner Frau. In München ließ er sich zum Maler ausbilden. Das Paar frönte einem feudalen Lebensstil. Aus einem Lebensbild von Leopoldine Springschitz, das diese im Buch „Die Landeshauptstadt Klagenfurt. Aus ihrer Vergangenheit und Gegenwart“ veröffentlichte, wissen wir, dass Herr und Frau Gregoritsch die Sommer regelmäßig in der idyllisch gelegenen Villa Rosina in Viktring verbrachten. Springschitz: „Man hielt sich in Viktring eine Equipage und die reiche Künstlersgattin sogar eine Gesellschaftsdame.“ Wie ihre erste Ehe gescheitert war, so erwies sich auch jene mit Gregoritsch nicht von Dauer. Sie gingen bald ihre eigenen Wege.
Als Künstler widmete sich Anton Gregoritsch vor allem der Porträtmalerei. Seine Spezies war das mondäne Bildnis. Ab 1906 stellte der Kärntner auch im Glaspalast in München aus. Sein kultivierter Stil verschaffte ihm in seiner Heimat mehrmals öffentliche Aufträge. So stammen von ihm die Repräsentationsporträts der Landeshauptleute Zeno Graf von Goess (1897–1909) und Leopold Freiherr von Aichelburg-Labia (1909–1918). Neben Porträts entstanden auch Landschaften, meist im Kleinformat. Sie wurden in den Klagenfurter Kunstausstellungen in der Benediktinerschule gezeigt. Der Maler zählte dann zu den Mitgliedern des Bauausschusses für das Künstlerhaus. Anton Gregoritsch starb am 5. April 1923 im Alter von 54 Jahren im Diakonisspital in München an einem Nierenleiden. Sein Leichnam wurde nach Ferlach gebracht und in der Familiengruft beigesetzt. In Ferlach erinnert die Anton-Gregoritsch-Gasse an sein Wirken.
August Veiter schrieb über ihn am 12. April 1923 im Kärntner Tagblatt: „… Viele seiner ausgezeichneten Porträts werden auch als zeitgeschichtliche Dokumente für die Nachwelt hohen Wert behalten und den Namen des Kärntner Künstlers nicht verblassen lassen“.
Seit diesem Nachruf ist nunmehr fast ein Jahrhundert verstrichen; der Name Gregoritsch ist nur noch wenigen bekannt. Seine Heimatstadt Ferlach war allerdings redlich bemüht, die Erinnerung an den Maler wach zu halten. Als der seit 1815 bestehende Ortsfriedhof in den fünfziger Jahren des 20. Jahrhunderts aufgelassen und in eine Grünanlage umgestaltet wurde, erhielt sie den Namen Anton-Gregoritsch-Park. Die bronzene Skulptur der Trauernden, die Gregoritsch nach dem Tod seiner Mutter für die Familiengruft geschaffen hatte, gelangte vor dem neuen Parkfriedhof am Rand der Stadt zur Aufstellung.
In der Doppelmonarchie erwies sich der Offiziersstand als Sammelbecken verschiedenster künstlerischer Begabungen; immer wieder gingen aus ihm Talente hervor, die das Kulturleben bereicherten. Eines war der malende Gregoritsch. Hinter ihm verbirgt sich übrigens ein geradezu typisches österreichisches Offiziers- und Malerschicksal.

## Werke (Auswahl)
- Die Trauernde, Bronze-Skulptur in Ferlach, Parkfriedhof
- Josef Willroider (Villach, Stadtmuseum), um 1900, Öl auf Leinwand
- Ludwig Willroider (Villach, Stadtmuseum), um 1900, Öl auf Leinwand